# Arifat
Arifat település Franciaországban, Tarn megyében. Lakosainak száma 128 fő (2022. január 1.). Arifat Montredon-Labessonnié, Mont-Roc, Rayssac, Saint-Pierre-de-Trivisy és Terre-de-Bancalié községekkel határos.

## Népesség
A település népességének változása:
| Lakosok száma | 144  | 159  | 167  | 164  | 162  | 160  | 149  | 139  | 128  |
|               | 2013 | 2015 | 2016 | 2017 | 2018 | 2019 | 2020 | 2021 | 2022 |